# Jacek Putz
Jacek Witold Putz (ur. 4 sierpnia 1947 w Warszawie) – polski lekarz, specjalista zdrowia publicznego, nauczyciel akademicki, działacz społeczny.

## Życiorys
W 1971 ukończył studia w Wydziale Lekarskim Akademii Medycznej w Warszawie. Specjalista z zakresu: organizacji ochrony zdrowia (II stopień w 1974) oraz zdrowia publicznego (2004).
Stopień doktora nauk medycznych uzyskał w 1991 w Centrum Medycznym Kształcenia Podyplomowego w Warszawie na podstawie rozprawy pt. Ocena modelu opieki gerontologicznej w wiejsko-miejskim obwodzie zapobiegawczo-leczniczym regionu CMKP.
Od 1971 zawodowo związany ze Szkołą Zdrowia Publicznego Centrum Medycznym Kształcenia Podyplomowego. W tym w latach 1992–2000 kierownik Zakładu Podstawowej Opieki Zdrowotnej, w latach 2000–2011 kierownik Zakładu Organizacji Opieki Zdrowotnej, a następnie od 2011 kierownik Zakładu Geriatrii i Gerontologii.
Członek towarzystw naukowych, w tym m.in. Polskiego Towarzystwa Lekarskiego, Polskiego Towarzystwa Higienicznego, Polskiego Towarzystwa Polityki Społecznej. Członek honorowy Polskiego Towarzystwa Gerontologicznego i członek honorowy Stowarzyszenia Kolegium Medycyny Rodzinnej. Członek Rady Ekspertów Polskiego Towarzystwa Zdrowia Publicznego. Członek Zarządu Głównego Kolegium Lekarzy Rodzinnych w Polsce. Sekretarz Federacji Polskich Towarzystw Medycznych i przewodniczący Komisji Kształcenia Okręgowej Rady Lekarskiej w Warszawie. Członek Amerykańskiego Stowarzyszenia Lekarzy Rodzinnych oraz Światowej Organizacji Lekarzy Rodzinnych. W latach 2005–2015 konsultant wojewódzki w zakresie zdrowia publicznego dla województwa mazowieckiego.
Autor lub współautor ponad 50 publikacji naukowych z zakresu gerontologii, medycyny rodzinnej i zdrowia publicznego.

## Odznaczenia i nagrody
- Krzyż Kawalerski Orderu Odrodzenia Polski (2012)[5]
- Odznaka Honorowa „Za Zasługi dla Ochrony Zdrowia” (2007)
- Medal Komisji Edukacji Narodowej (2001)
- Złoty Krzyż Zasługi (2000)[6]
- Nagroda American Association of Retired Persons za działalność dla rozwoju Sieci Organizacji Pozarządowych Działających na Rzecz Ludzi Starszych w Krajach Centralnej i Wschodniej Europy (1995)
- Indywidualna nagroda jubileuszowa z okazji 15-lecia Kolegium Lekarzy Rodzinnych w Polsce za wkład pracy w rozwój medycyny rodzinnej w Polsce (2007)[7].